# Баранов, Александр Николаевич (Георгиевский кавалер)
Александр Николаевич Баранов (ум. 1923) — участник Первой мировой войны, штабс-ротмистр Ингушского конного полка «Дикой дивизии».

## Биография
Потомственный дворянин Александр Баранов, выпускник Пажеского корпуса, попал в Ингушский полк в сентябре 1914 года. К тому времени он был участником Китайского похода и Русско-японской войны, имел боевые награды. В частности, за Китайский поход он был награждён Георгиевским крестом IV степени. Участвовал в Русско-японской войне в офицерском звании, заслужил два ордена. В Ингушский полк Баранов пришёл из запаса. Брешко-Брешковский в своей книге «Дикая Дивизия» писал:
Баранов, единственный из русских в Ингушском полку… безупречно мог носить кавказскую форму. Его тонкая талия была создана для черкески, и в ней, будучи среднего роста, он казался много выше.
За бой у села Полянчики, который состоялся 11 декабря 1914 года, он был награждён орденом Святой Анны 3-й степени с мечами и бантом. В январе 1915 года Баранов получил орден Святого Владимира 4-й степени с мечами и бантом за бой у села Кривка.
13 декабря 1914 года у карпатского села Рыбне при штурме высоты, занятой австрийскими войсками, Баранов, взяв под лямку пулемёт, под сильным огнём противника, вывез его галопом на передовую, а затем проделал то же самое с другим пулемётом. Впоследствии он дважды таким же образом подвозил к ним патроны. Эти действия обеспечили атаку русских войск и позволили сорвать намечавшийся обходной манёвр противника. Командир полка полковник Мерчуле представил его к награждению Георгиевским оружием. Баранов же был удостоен Высочайшего благоволения.
В ночь с 13 на 14 июля 1916 года сотня под командованием Баранова вышла на разведку. У деревни Хавилов-Малый она наткнулась на немецкий пост и выбила его из деревни. Далее отряд подошёл к деревне Мшанец, где попал в окружение трёх рот немецкой пехоты, открывшей сильный огонь. Сотне удалось вырваться из окружения и под артиллерийским огнём отойти к деревне Хавилов-Великий. Затем в течение 10 часов сотня вела арьергардные бои против многократно превосходящего противника и отошла только расстреляв все боеприпасы.
15 июля 1916 года русские войска теснили противника у деревни Езёраны. Всадники сотни под командованием Баранова под огнём противника ворвались в деревню. Около 80 сопротивлявшихся немцев были заколоты штыками и изрублены. В ходе подавления сопротивления оставшихся в деревне солдат неприятеля было убито ещё 6 человек, 13 было взято в плен. За этот бой Баранов 29 октября 1917 года, уже после Октябрьской революции, был награждён орденом Святого Георгия IV степени.
После окончания Гражданской войны в России Баранов оказался в эмиграции в Париже. В июле 1923 года от безысходности покончил с собой.